# تمام شب بیدار (آلبوم گور گور گرلز)
| بررسی انتقادی | بررسی انتقادی         |
| منبع          | رتبه‌بندی              |
| ------------- | --------------------- |
| آل میوزیک     | link                  |
| پاپ‌مترز       | (Mixed) March 3, 2003 |

تمام شب بیدار (به انگلیسی: Up All Night) نام آلبومی از گروه راک از گروه موسیقی گور گور گرلز است، که سال ۲۰۰۲ میلادی منتشر شد.

## فهرست آهنگ‌ها
تمام آهنگ توسط امی گر نوشته شده، بجز متن ترانه تمام شب بیدار:
| شماره      | نام                              | مدت   |
| ---------- | -------------------------------- | ----- |
| ۱.         | «"Astral Man"»                   | ۲:۵۵  |
| ۲.         | «"Automatic Love"»               | ۲:۳۹  |
| ۳.         | «"I Don't Think So"»             | ۲:۳۴  |
| ۴.         | «"Up All Night")»                | ۲:۱۰  |
| ۵.         | «"Shotgun Wedding"»              | ۱:۴۱  |
| ۶.         | «"Keep Your Hands Off My Baby"»  | ۳:۰۳  |
| ۷.         | «"Hot Rod Breakdown"»            | ۲:۳۳  |
| ۸.         | «"Cross County Lines"»           | ۲:۰۴  |
| ۹.         | «"Standing on the Corner"»       | ۲:۲۸  |
| ۱۰.        | «"Atlanta"»                      | ۲:۴۰  |
| ۱۱.        | «"Your Last Chance"»             | ۱۰:۴۸ |
| ۱۲.        | «"Tell Me (I'm Your True Love)"» | nil   |
| مجموع مدت: | مجموع مدت:                       | ۳۸:۴۴ |

## دست‌اندرکاران
- امی گر:نویسنده آهنگ و گیتاریست
- ملودی بیتنس:باس و خواننده مکمل
- مونیکا برین:درام وخواننده مکمل
- مافی کروها:خواننده مکمل
- مایکل لانو:خواننده مکمل
- جان هنچ:عضو گروه
- جیم دیاموند:تولیدکننده
- دین دیستفانو:مسترینگ
- بیلی وست:چاپ و حروف نگاری